# Chorodna
Chorodna là một chi bướm đêm thuộc họ Geometridae.

## Các loài
- Chorodna complicataria Walker, 1860
- Chorodna erebusaria Walker, 1860
- Chorodna nigrovittata (Moore, [1868])
- Chorodna pallidularia Moore, [1868]
- Chorodna pseudobolima Holloway, 1993
- Chorodna scurobolima Holloway, 1993
- Chorodna strixaria (Guenée, 1857)
- Chorodna vagans (Moore, 1888)